# Jérémy Livolant
Jérémy Livolant (Morlaix, 9 gennaio 1998) è un calciatore francese, centrocampista del Casa Pia.

## Carriera
Cresciuto nel settore giovanile del Boulogne, debutta in prima squadra il 6 dicembre 2015 giocando gli ultimi minuti dell'incontro di Ligue 1 perso 1-0 contro il Bordeaux; utilizzato unicamente in quell'occasione, la stagione seguente colleziona altre due presenze, una in Coppa di Francia e l'altra in Coupe de la Ligue.
Nel 2018 viene ceduto in prestito al Boulogne, in Championnat National; gioca una stagione da titolare realizzando 5 reti in 34 incontri fra campionato e coppa nazionale.
La stagione seguente viene prestato al Châteauroux, in Ligue 2; gioca 28 incontri in campionato con il club che termina all'undicesimo posto.
Il 10 luglio 2019 passa in prestito al Sochaux, sempre in seconda divisione. Rientrato a Guingamp nel giugno 2020, viene confermato in squadra per le stagioni 2020-2021 e 2021-2022.
Il 27 luglio 2023 viene ufficializzato il suo passaggio a titolo definitivo al Bordeaux.

## Statistiche

### Presenze e reti nei club
Statistiche aggiornate al 6 novembre 2023.
| Stagione        | Squadra         | Campionato      | Campionato | Campionato | Coppe nazionali | Coppe nazionali | Coppe nazionali | Coppe continentali | Coppe continentali | Coppe continentali | Altre coppe | Altre coppe | Altre coppe | Totale | Totale |
| Stagione        | Squadra         | Comp            | Pres       | Reti       | Comp            | Pres            | Reti            | Comp               | Pres               | Reti               | Comp        | Pres        | Reti        | Pres   | Reti   |
| --------------- | --------------- | --------------- | ---------- | ---------- | --------------- | --------------- | --------------- | ------------------ | ------------------ | ------------------ | ----------- | ----------- | ----------- | ------ | ------ |
| 2015-2016       | Guingamp 2      | CFA2            | 23         | 2          |                 | -               | -               |                    | -                  | -                  |             | -           | -           | 23     | 2      |
| 2016-2017       | Guingamp 2      | CFA2            | 23         | 7          |                 | -               | -               |                    | -                  | -                  |             | -           | -           | 23     | 7      |
| 2015-2016       | Guingamp        | L1              | 1          | 0          | CF+CdL          | 0               | 0               |                    | -                  | -                  |             | -           | -           | 1      | 0      |
| 2016-2017       | Guingamp        | L1              | 0          | 0          | CF+CdL          | 1+1             | 0               |                    | -                  | -                  |             | -           | -           | 2      | 0      |
| 2017-2018       | Boulogne        | N               | 31         | 4          | CF              | 3               | 1               |                    | -                  | -                  |             | -           | -           | 34     | 5      |
| 2018-2019       | Châteauroux 2   | N3              | 3          | 1          |                 | -               | -               |                    | -                  | -                  |             | -           | -           | 3      | 1      |
| 2018-2019       | Châteauroux     | L2              | 28         | 1          | CF+CdL          | 3+2             | 2+1             |                    | -                  | -                  |             | -           | -           | 33     | 4      |
| 2019-2020       | Sochaux         | L2              | 25         | 4          | CF+CdL          | 1+0             | 0               |                    | -                  | -                  |             | -           | -           | 26     | 4      |
| 2020-2021       | Guingamp        | L2              | 35         | 2          | CF              | 1               | 0               |                    | -                  | -                  |             | -           | -           | 36     | 2      |
| 2021-2022       | Guingamp        | L2              | 38         | 4          | CF              | 3               | 1               |                    | -                  | -                  |             | -           | -           | 41     | 5      |
| 2022-2023       | Guingamp        | L2              | 38         | 9          | CF              | 2               | 0               |                    | -                  | -                  |             | -           | -           | 40     | 9      |
| Totale Guingamp | Totale Guingamp | Totale Guingamp | 112        | 15         |                 | 8               | 1               |                    | -                  | -                  |             | -           | -           | 120    | 16     |
| 2023-2024       | Bordeaux        | L2              | 13         | 1          | CF              | 1               | 1               |                    | -                  | -                  |             | -           | -           | 14     | 2      |
| Totale carriera | Totale carriera | Totale carriera | 258        | 35         |                 | 18              | 6               |                    | -                  | -                  |             | -           | -           | 276    | 41     |